# Sombre (fiume)
La Sombre (anche detto Gaumont) è un piccolo fiume francese lungo 13,4 km che scorre nel dipartimento del Corrèze. 
Nasce dal Puy de Chaumont, sul Massiccio centrale, tra i comuni di Lafage-sur-Sombre e Saint-Hilaire-Foissac, ad un'altezza di 640 m s.l.m. e sfocia nella Dordogna, in corrispondenza dello sbarramento del Chastang, a quattro chilometri a sud-est di Saint-Merd-de-Lapleau.
I comuni interessati dal suo percorso sono Lafage-sur-Sombre, Saint-Merd-de-Lapleau e Laval-sur-Luzège.